# فابيان باربيرو
فابيان باربيرو (بالإنجليزية: Fabian Barbiero)‏ (2 مايو 1984 بأديلايد في أستراليا - ) هو لاعب كرة قدم أسترالي في مركز الوسط. شارك مع منتخب أستراليا لكرة القدم. أما مع النوادي، فقد لعب مع أدلايد غالاكسي وكرويدون كينغز ونادي أديلايد يونايتد ونورث إيسترن ميترو ستارز وSouth Adelaide Panthers FC ‏.

## وصلات خارجية
- فابيان باربيرو على موقع الاتحاد الدولي (مؤرشف)  (الإنجليزية)
- فابيان باربيرو على موقع قاعدة بيانات كرة القدم.إي يو (الإنجليزية)
- فابيان باربيرو على موقع ناشيونال فوتبول تيمز (الإنجليزية)
- فابيان باربيرو على موقع عالم كرة القدم.نت (الإنجليزية)